# Группа A (Нубия)
Группа А — археологическая культура на территории Нижней Нубии. Происхождение культуры неясно. Датируется периодом около 3600—3000 годов до н. э. Подразделяется на 4 фазы: ранняя, классическая и финальная.
Существовала на севере Египта (к северу от современной Асуанской плотины) вплоть до двух порогов Нила.

## Характеристика
Носители культуры Группы A вели полукочевой образ жизни, группировались узкими семейными группами. Социальная дифференциация не проявлена. Только на поздней фазе появляются могилы с особо богатыми погребальными дарами, вероятно, принадлежавшие локальным вождям. Двумя крупнейшими поселенческими центрами были Саяла и Кустул.

## Экономика
Группа А культивировала пшеницу, ячмень и некоторые фруктовые растения — такие, как финиковую пальму. Также засвидетельствовано скотоводство, в том числе таких животных, как козы и овцы. Коровы встречались редко. Отсутствие крупного рогатого скота можно объяснить особыми климатическими условиями Нижней Нубии, где практически отсутствовали хорошие пастбища.
Также были распространены охота и рыболовля. Были известны гончарное мастерство, обработка кожи и изготовление корзин, но отсутствовала металлообработка. Предметы роскоши импортировались из Египта.
Керамика Группы A выполнена вручную, без гончарного круга, очень изящная, украшенная геометрическим орнаментом.

## Исчезновение
Археологические следы Группы A исчезают около 2800 года до н. э. Ранее археологи объясняли это явление обезлюдением Нубии, которое они связывали с образованием Египетского государства. Согласно этой теории, египтяне депортировали население Нижней Нубии в Египет. Согласно более поздним исследованиям, гипотеза о депортации населения была ошибочной. Многочисленные египетские источники упоминают регулярные завоевательные походы египтян в Нижнюю Нубию, в ходе которых египтяне приводили с собой мелкий скот, что говорит о постоянной и непрерывной населённости её земель. Отсюда следует скорее предположить, что носители Группы A вернулись к кочевому образу жизни и по данной причине уже не оставляли следов своих поселений в земле.
В бронзовом веке на той же территории возникла сходная Группа С.